# Élections législatives de 1960 au Dahomey
Les élections législatives de 1960 au Dahomey se déroulent le 11 décembre 1960 afin de pourvoir les 60 sièges de l'Assemblée nationale de la République du Dahomey, l'actuel Bénin. Il s'agit des premières législatives organisées depuis l'indépendance du pays, le 1er août 1960, ainsi que les dernières à avoir lieu sous le multipartisme jusqu'en 1990, le pays devenant, quelques mois seulement après son indépendance, un régime à parti unique,.
Le scrutin voit la victoire du Parti dahoméen de l'unité (PDU), issu de la fusion entre le  Parti des nationalistes dahoméens (PND), le Rassemblement démocratique dahoméen (RDD) et le Mouvement de libération nationale. À la suite d'une réforme du mode de scrutin sous un sens entièrement majoritaire, le PDU, étant arrivé en tête, obtient la totalité des sièges à l'Assemblée, tandis que son candidat Hubert Maga est élu par cette dernière président du Dahomey,.

## Résultats
|                           |                                     |         |       |        |     |  |  |  |  |
| Partis                    | Partis                              | Votes   | %     | Sièges | +/- |  |  |  |  |
|                           | Parti dahoméen de l'unité (PDU)     | 468 679 | 68,70 | 60     | 10  |  |  |  |  |
|                           | Union démocratique dahoméenne (UDD) | 213 572 | 31,30 | 0      | 20  |  |  |  |  |
|                           |                                     |         |       |        |     |  |  |  |  |
| Suffrages exprimés        | Suffrages exprimés                  | 682 251 | 98,99 |        |     |  |  |  |  |
| Votes blancs et invalides | Votes blancs et invalides           | 6 982   | 1,01  |        |     |  |  |  |  |
| Total                     | Total                               | 689 233 | 100   | 60     | 10  |  |  |  |  |
| Abstentions               | Abstentions                         | 281 779 | 29,02 |        |     |  |  |  |  |
| Inscrits / participation  | Inscrits / participation            | 971 012 | 70,98 |        |     |  |  |  |  |

### Par circonscriptions
| Partis                   | Partis                              | Circonscription du Centre | Circonscription du Centre | Circonscription du Nord-Est | Circonscription du Nord-Est | Circonscription du Nord-Ouest | Circonscription du Nord-Ouest | Circonscription du Sud | Circonscription du Sud | Circonscription du Sud-Est | Circonscription du Sud-Est | Circonscription du Sud-Ouest | Circonscription du Sud-Ouest |
| Partis                   | Partis                              | Votes                     | %                         | Votes                       | %                           | Votes                         | %                             | Votes                  | %                      | Votes                      | %                          | Votes                        | %                            |
| ------------------------ | ----------------------------------- | ------------------------- | ------------------------- | --------------------------- | --------------------------- | ----------------------------- | ----------------------------- | ---------------------- | ---------------------- | -------------------------- | -------------------------- | ---------------------------- | ---------------------------- |
|                          | Parti dahoméen de l'unité (PDU)     | 35 677                    | 28,81                     | 93 317                      | 95,87                       | 140 644                       | 98,08                         | 39 655                 | 38,30                  | 121 563                    | 87,55                      | 37 823                       | 50,25                        |
|                          | Union démocratique dahoméenne (UDD) | 88 166                    | 71,19                     | 4 023                       | 4,13                        | 2 759                         | 1,92                          | 63 887                 | 61,70                  | 17 284                     | 12,45                      | 37 453                       | 49,75                        |
|                          |                                     |                           |                           |                             |                             |                               |                               |                        |                        |                            |                            |                              |                              |
| Votes valides            | Votes valides                       | 123 843                   | 98,74                     | 97 340                      | 99,76                       | 143 402                       | 99,58                         | 103 543                | 98,27                  | 138 847                    | 98,80                      | 75 276                       | 98,59                        |
| Blancs et nuls           | Blancs et nuls                      | 1 574                     | 1,26                      | 231                         | 0,24                        | 599                           | 0,42                          | 1 821                  | 1,73                   | 1 677                      | 1,20                       | 1 080                        | 1,41                         |
| Total                    | Total                               | 125 417                   | 100                       | 97 571                      | 100                         | 144 001                       | 100                           | 105 364                | 100                    | 140 524                    | 100                        | 76 356                       | 100                          |
| Inscrits / participation | Inscrits / participation            | 185 954                   | 67,4                      | 129 046                     | 75,6                        | 170 327                       | 84,5                          | 163 390                | 64,5                   | 196 467                    | 71,5                       | 125 828                      | 60,7                         |

## Députés élus
| Membres                    | Métier/Fonction                                               |
| -------------------------- | ------------------------------------------------------------- |
| Idohou Bernardin Abikanlou | Aide-conducteur des travaux agricoles                         |
| Aaron Adegbidi             | Instituteur                                                   |
| Idohou Adelakoun           | Aide de laboratoire                                           |
| Germain Tossavi Agbogba    | Inspecteur des postes et télécommunications                   |
| Michel Ahouanmènou         | Ministre                                                      |
| Boni Aladji                | Instituteur                                                   |
| Maurice Amon               | Employé de commerce                                           |
| Valentin Djibodé Aplogan   | Président de l'Assemblée nationale                            |
| Mama Arouna                | Ministre                                                      |
| Emmanuel Awounou           | Commerçant                                                    |
| Pierre Bagri               | Employé de bureau                                             |
| Léonard Batcho Ategui      | Employé de commerce, comptable                                |
| Aouagbé Paul Béhanzin      | Commis d'administration                                       |
| Tchané Bio                 | Instituteur                                                   |
| Salomon Biokou             | Instituteur principal                                         |
| Christophe Bohiki          | Agent d'affaires                                              |
| Bertin Borna               | Ministre                                                      |
| Chabi Mama                 | Commis des services administratifs, financiers et civils      |
| Christophe Chidikofan      | Agent technique de santé                                      |
| Gilbert Salomon Chodaton   | Instituteur                                                   |
| Francis Covi               | Instituteur                                                   |
| Marcel Dadjo               | Ingénieur des travaux publics de la F.O.M, ambassadeur à Bonn |
| Pédès-Pascal Dagba Allade  | Agent d'administration générale                               |
| Issaka Dangou              | Instituteur                                                   |
| Léopold Dangou             | Secrétaire d'administration                                   |
| Paul Darboux               | Ministre                                                      |
| Sébastien Dassi            | Président de la Cour suprême                                  |
| Nathaniel Dovoedo          | Instituteur                                                   |
| Maurice Essou              | Commis d'administration                                       |
| Victorien Gbaguidi         | Ministre                                                      |
| Antoine Gbedessi           | Transitaire                                                   |
| Yewahou René Glele Aho     | Ancien clerc d'avocat                                         |
| Robert Gnonnou             | Industriel                                                    |
| Paulin Hadonou             | Instituteur                                                   |
| Léopold Idjidina           | Commis des services administratifs, financiers et civils      |
| Somba Aboudou Imorou       | Commis d'administration                                       |
| Sabi Jérôme Kandissounon   | Commis d'administration                                       |
| Jean-Baptiste Kayossi      | Agent technique de santé                                      |
| Joseph Kèkè                | Ministre                                                      |
| Djibrill Morat Kissira     | Commis d'administration                                       |
| N'Venou Marcellin Kounasso | Conducteur de travaux agricoles                               |
| Lafia Maurat               | Infirmier-vétérinaire                                         |
| Tidjani Mazou Doumbani     | Infirmier                                                     |
| Antoine Beauclair Mensah   |                                                               |
| André Orou Nansounon       | Secrétaire de chef de canton                                  |
| Félicien N'Koue            | Infirmier                                                     |
| Jean Nobime                | Agent technique des services de santé                         |
| Michel Noudehou            | Directeur d'école privée                                      |
| Oké Assogba                | Ministre                                                      |
| Mamadou Olou Boni          | Instituteur                                                   |
| Salifou Boni Pedro         | Instituteur                                                   |
| Josué Sagbohan             | Instituteur                                                   |
| Amzat Sani Agata           | Commerçant                                                    |
| Séraphin Suere N'Dery      | Infirmier                                                     |
| Alexandre Tabele           | Radiotélégraphiste                                            |
| Raphaël Vigan              | Commerçant transporteur                                       |
| Pierre Yarou Yerima        | Commis des services administratifs, financiers et civils      |
| Émile Derlin Zinsou        | Ministre                                                      |
| Benoît Zocli               | Agent technique de santé                                      |

## Composition du bureau
Élu le 17 décembre 1960, le bureau de l'Assemblée nationale est composé comme suit :
| Président       | Valentin Djibodé Aplogan        |
| Vice-présidents | Salomon Biokou et Chabi Mama    |
| Secrétaires     | Boni Aladji et Gilbert Chodaton |
| Questeur        | Amzat Sani Agata                |